# Liste der Kreisstraßen in Nürnberg
Die Liste der Kreisstraßen in Nürnberg ist eine Auflistung der Kreisstraßen in der bayerischen Stadt Nürnberg mit deren Verlauf.

## Abkürzungen
- ERH: Kreisstraße im Landkreis Erlangen-Höchstadt
- FÜs: Kreisstraße in der kreisfreien Stadt Fürth
- LAU: Kreisstraße im Landkreis Nürnberger Land
- N: Kreisstraße in der kreisfreien Stadt Nürnberg
- St: Staatsstraße in Bayern

## Liste
Nicht vorhandene bzw. nicht nachgewiesene Kreisstraßen werden in Kursivdruck gekennzeichnet, ebenso Straßen und Straßenabschnitte, die unabhängig vom Grund (Herabstufung zu einer Gemeindestraße oder Höherstufung) keine Kreisstraßen mehr sind.
Der Straßenverlauf wird in der Regel von Nord nach Süd und von West nach Ost angegeben.
| Nr. N | Verlauf |
| ----- | --- |
| N 1   | – Dianastraße – Minervastraße – Julius-Loßmann-Straße – Saarbrückener Straße – Marthweg – Radmeisterstraße – N 2 – Kemptener Straße – Gaulnhofer Straße – St 2407                                               |
| N 2   | N 1 – An der Radrunde – Worzeldorfer Hauptstraße – St 2406 |
| N 3   | (FÜs 4 in Fürth) – Stadtgrenze – Würzburger Straße – – Erlanger Straße – Moosäckerstraße – Neunhofer Hauptstraße – Untere Dorfstraße – Obere Dorfstraße – Stadtgrenze – (ERH 6 im Landkreis Erlangen-Höchstadt) |
| N 4   | (AS 39 Nürnberg/Fürth) – Frankenschnellweg – – Frankenschnellweg – – Frankenschnellweg – Kreuz Nürnberg-Hafen (Südwesttangente) – Frankenschnellweg – Vorjurastraße – St 2407                                   |
| N 5   | – Fischbacher Hauptstraße – Stadtgrenze – (LAU 13 im Landkreis Nürnberger Land) – Stadtgrenze – Birnthon – Stadtgrenze – (LAU 13 im Landkreis Nürnberger Land)                                                  |